# Czene Vivien
Czene Vivien (Budapest, 1991. november 4.), magyar Glamour-modell

## Élete
14 éves volt, amikor elkezdett modellként dolgozni.
Sok felkérése volt. David Jones angol fotós,  például az interneten figyelt fel Czene Vivienre , és egyeztetés után Angliából jött hazánkba, hogy megfelelő portfóliót készíthessen. 
A profizmust szerettem a legjobban Vivienben. Mindig képes volt lélegzetelállító pózokat felvenni, remekül érezte a fényképezőgépet, és a dermesztő hideg ellenére is szinte minden elképzelésünket meg tudtuk valósítani.
Több fotós, például Szalai János is profizmusa miatt szeret dolgozni vele.
Több videó-klipben is szerepelt, például, az egykori megasztáros Puskás Péter The Biebers nevű együttesének egyik klipjében is látható. /TheBiebers - SummerLoveGhost/ 
Pályafutása során több divatbemutatón és fotózáson (webshop, katalógus, naptár) dolgozott, valamint magazinokban, reklámokban és videókban szerepelt.

## Munkái
- Triumph Fashion Show
- Playboy Calendar
- CKM 6 pages
- Dakar Rally Team Calendar
- Spar Catalogue
- Sugarbird Fashion Show
- Viasat Commercial Spots
- Sony TV Commercial
- Cosmopolitan advertisement
- Budapest Fashion Magazine Shoot 16 pages
- Breitling Show
- Mercedes Show
- Telenor TV Commercial
- Samsung TV Commercial
- Lidl Commercial
- Garage Store Spring Campaign
- Origami Bikini Show
- Porsche Model
- Konkurencia Lingerie Model
- BMW Poster
- Life.hu - Video Shooting
- Andrewboy Video Clip - Main role
- Arkad Fashion Show
- Herczeg Fashion Show
- Fiat Calendar 2016